# Botijas (Orocovis)
Botijas es un barrio ubicado en el municipio de Orocovis en el estado libre asociado de Puerto Rico. En el Censo de 2010 tenía una población de 3720 habitantes y una densidad poblacional de 290,81 personas por km².

## Geografía
Botijas se encuentra ubicado en las coordenadas 18°13′28″N 66°21′48″O / 18.22444, -66.36333. Según la Oficina del Censo de los Estados Unidos, Botijas tiene una superficie total de 12,79 km², que corresponden a tierra firme.

## Demografía
Según el censo de 2010, había 3720 personas residiendo en Botijas. La densidad de población era de 290,81 hab./km². De los 3720 habitantes, Botijas estaba compuesto por el 87,2% blancos, el 5,65% eran afroamericanos, el 0,62% eran amerindios, el 0,11% eran asiáticos, el 4,7% eran de otras razas y el 1,72% pertenecían a dos o más razas. Del total de la población el 99,52% eran hispanos de cualquier raza.